# Edgard Viseur
Edgard Viseur, (10 april 1905 - onbekend) was een Belgische atleet, die zich had toegelegd op de lange afstand en het veldlopen. Hij nam eenmaal deel aan de Olympische Spelen en behaalde één Belgische titel.

## Biografie
Viseur werd in 1927 de eerste Belgisch kampioen op de 3000 m steeple. Het jaar nadien nam hij op dat nummer ook deel aan de Olympische Spelen in Amsterdam. Hij werd uitgeschakeld in de reeksen.

### Clubs
Viseur was aangesloten bij Union Sint-Gillis.

## Belgische kampioenschappen
| Onderdeel      | Jaar |
| -------------- | ---- |
| 3000 m steeple | 1927 |

## Palmares

### 1500 m
- 1927:  BK AC
- 1928:  BK AC – 4.13,6

### 3000 m steeple
- 1927:  BK AC – 10.10,6
- 1928: 5e in reeks OS in Amsterdam

### veldlopen
- 1931: 47e Landenprijs in Dublin